# 張國楷
張國楷（？—？），清朝官員，本籍江西。監生出身。

## 生平
張國楷於1865年（同治4年）接替樊炳文，兩度擔任臺灣府淡水廳艋舺縣丞一職，是大臺北地區的地方父母官。